# Жамбил Жабаєв
Жамбил Жабаєв (інколи Джамбул Джабаєв; каз. Жамбыл Жабаев) (нар. 16 (28) лютого 1846, Семиріччя — 22 червня 1945, Алма-Ата) — казахський народний співак-акин, лауреат Сталінської премії (1941).

## Життєпис
Навчався в акина Саюмбая. В 1897 пішов із дому й став ходити по аулах, заробляв на життя співом. Був вже широко відомим до революції, з його слів було записано багато казахських епічних пісень. Співав під акомпанемент домбри в стилі толгав (речитатив).
Після Жовтневого заколоту залишився найшанованішим акином Казахстану. Його пісні, які славили життя в СРСР, були в повній мірі використані радянською пропагандою й широко пропагувалися, вивчалися й прославлялися. Серед них пісні такі, як «Гімн Жовтню» (1936), «Моя Батьківщина» (1936), «У Мавзолеї Леніна» (1936), «Ленін і Сталін» (1936), «Аксакалу Калініну» (1936), «Балада про наркома Єжова» (1937), «Клим батир» (1936), «Наш Кіров» (1939), «Великий Сталінський закон» (1936). Характерним прикладом «стиля» Джамбула можуть служити такі рядки:
Світлою усмішкою погляд осяяний

Сталін на щастя народів народжений
При цьому великі зручності були в тому, що Жамбил Жабаєв невідлучно жив в своєму аулі та співав тільки казахською мовою.
У 1938 році його ім'ям назване місто Мірзоян в Казахстані, яке в 1939 році стало обласним центром і дало назву області. У 1993 році місто й область змінили назви на Жамбил і Жамбилська відповідно. У 1997 році місто Жамбил перейменоване на Тараз, область досі називається Жамбилською.
Під час німецько-радянської війни деякі його пісні здобули всесоюзну відомість. Передусім це «Ленінградці, діти мої» (1941), «У час, коли кличе Сталін» (1941) тощо.

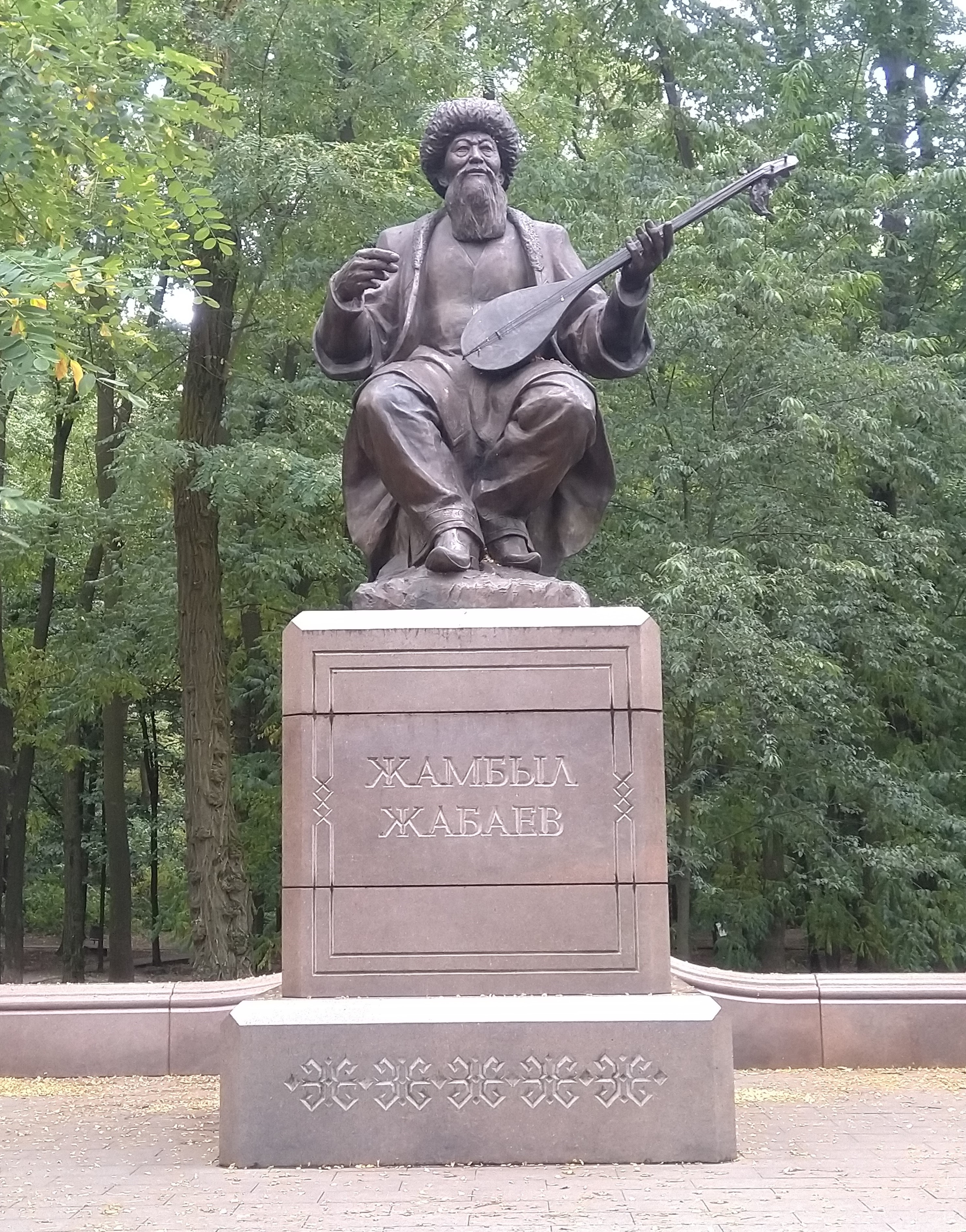
Пам'ятник Жамбилу Жабаєву в Києві

На його честь у столиці України Києві названо вулицю (вулиця Жамбила Жабаєва — це офіційний варіант назви, що відображає правильну транслітерацію, тобто виконану з мови-орігіналу, а не з російської). Також у Києві на суміжній вулиці Авіаконструктора Ігоря Сікорського у парку «Нивки» за ініціативи посольства Казахстану у Києві співаку-акину у квітні 2012 року було встановлено пам'ятник.
У Львові була вулиця, яка за радянської влади мала назву Джамбула. За незалежної України їй повернули її історичну назву — вулиця Якова Рапопорта.